# Fable II Pub Games
 (mars 2020).
Si vous disposez d'ouvrages ou d'articles de référence ou si vous connaissez des sites web de qualité traitant du thème abordé ici, merci de compléter l'article en donnant les références utiles à sa vérifiabilité et en les liant à la section « Notes et références ».
Fable II Pub Games est un jeu vidéo proposant trois minis-jeux de Pub et de Bar appelés Keystone, Fortune's Tower et Spinnerbox. Développé par Carbonated Games sous la supervision de Lionhead Studios, il est édité par Microsoft Game Studios le 13 aout 2008 sur Xbox Live Arcade.
Les minis-jeux sont inclus dans les deux éditions de Fable II. Fable II Pub Games était offert gratuitement lors des précommandes de Fable II auprès des revendeurs participants.

## Fable II
Les Pub Games offrent au joueur une occasion de gagner de l'argent et des objets pour son personnage dans Fable II, une fois remportés ils sont à remettre au personnage lorsque ce dernier atteint l'âge adulte. Pour chaque pièce d'or gagnée dans la section du tournoi des Pub Games, une pièce d'or est ajoutée au portefeuille du personnage de Fable II, ce qui donne au joueur la chance d'avoir un personnage riche dès le début du jeu. À l'inverse, si le joueur cumule des dettes dans les Pub Games, des conséquences négatives s'abattront sur son personnage. Quinze objets uniques peuvent aussi être gagnés dans les tournois des minis-jeux, des armes, des vêtements ou des tatouages utilisables par le personnage du joueur dans Fable II.